# 37e cérémonie des Saturn Awards
La 37e cérémonie des Saturn Awards, récompensant les films, séries télévisées et téléfilms sortis en 2010 et les professionnels s'étant distingués cette année-là, s'est tenue le 23 juin 2011.

## Palmarès
Les lauréats sont indiqués ci-dessous en premier de chaque catégorie et en gras.

### Cinéma

#### Meilleur film de science-fiction
- Inception
  - Au-delà (Hereafter)
  - Iron Man 2
  - Never Let Me Go
  - Splice
  - Tron : L'Héritage (Tron: Legacy)

#### Meilleur film fantastique
- Alice au pays des merveilles (Alice in Wonderland)
  - Le Choc des Titans (Clash of the Titans)
  - Harry Potter et les Reliques de la Mort - 1re partie (Harry Potter and the Deathly Hallows - Part 1)
  - Le Monde de Narnia : L'Odyssée du Passeur d'Aurore (The Chronicles of Narnia: The Voyage of the Dawn Treader)
  - Scott Pilgrim (Scott Pilgrim vs. The World)
  - Twilight, chapitre III : Hésitation (Eclipse)

#### Meilleur film d'horreur ou thriller
N.B. : cette catégorie comprend également pour la première fois les thrillers, auparavant ils étaient inclus dans la catégorie suivante.
- Laisse-moi entrer (Let Me In)
  - The American
  - Black Swan
  - Kick-Ass
  - Shutter Island
  - Wolfman (The Wolfman)

#### Meilleur film d'action ou d'aventure
- Salt
  - Expendables : Unité spéciale (The Expendables)
  - The Green Hornet
  - Red
  - Robin des Bois (Robin Hood)
  - True Grit
  - Unstoppable

#### Meilleur film d'animation
- Toy Story 3
  - Moi, moche et méchant (Despicable Me)
  - Dragons (How To Train Your Dragon)
  - Le Royaume de Ga'hoole (Legend of the Guardians: The Owls of Ga'Hoole)
  - Shrek 4 : Il était une fin (Shrek Forever After)
  - Raiponce (Tangled)

#### Meilleur film international
- Monsters •  Royaume-Uni
  - Metropolis (The Complete Metropolis) (version restaurée) •  Allemagne
  - Centurion •  Royaume-Uni
  - Millénium (Män som hatar kvinnor) •  Suède,  Danemark
  - Mother (마더) •  Corée du Sud
  - Père Noël Origines (Rare Exports) •  Finlande

#### Meilleure réalisation
- Christopher Nolan pour Inception
  - Darren Aronofsky pour Black Swan
  - Clint Eastwood pour Au-delà (Hereafter)
  - Matt Reeves pour Laisse-moi entrer (Let Me In)
  - Martin Scorsese pour Shutter Island
  - David Yates pour Harry Potter et les Reliques de la Mort - 1re partie (Harry Potter and the Deathly Hallows - Part 1)

#### Meilleur acteur
- Jeff Bridges pour le rôle de Kevin Flynn / Clu dans Tron : L'Héritage (Tron: Legacy)
  - George Clooney pour le rôle de Jack / Edward dans The American
  - Leonardo DiCaprio pour le rôle de Dom Cobb dans Inception
  - Leonardo DiCaprio pour le rôle d'Edward "Teddy" Daniels dans Shutter Island
  - Robert Downey Jr. pour le rôle de Tony Stark / Iron Man dans Iron Man 2
  - Ryan Reynolds pour le rôle de Paul Conroy dans Buried

#### Meilleure actrice
- Natalie Portman pour le rôle de Nina Sayers dans Black Swan
  - Cécile de France pour le rôle de Marie Lelay dans Au-delà (Hereafter)
  - Angelina Jolie pour le rôle de Evelyn Salt dans Salt
  - Carey Mulligan pour le rôle de Kathy dans Never Let Me Go
  - Elliot Page pour le rôle de Ariane dans Inception
  - Noomi Rapace pour le rôle de Lisbeth Salander dans Millénium (Män som hatar kvinnor)

#### Meilleur acteur dans un second rôle
- Andrew Garfield pour le rôle de Tommy dans Never Let Me Go
  - Christian Bale pour le rôle de Dicky Eklund dans Fighter (The Fighter)
  - Tom Hardy pour le rôle d'Eames dans Inception
  - Garrett Hedlund pour le rôle de Sam Flynn dans Tron : L'Héritage (Tron: Legacy)
  - John Malkovich pour le rôle de Marvin Boggs dans Red
  - Mark Ruffalo pour le rôle de Chuck Aule dans Shutter Island

#### Meilleure actrice dans un second rôle
- Mila Kunis pour le rôle de Lilly dans Black Swan
  - Scarlett Johansson pour le rôle de Natalie Rushman / Natasha Romanoff dans Iron Man 2
  - Keira Knightley pour le rôle de Ruth dans Never Let Me Go
  - Helen Mirren pour le rôle de Victoria dans Red
  - Vanessa Redgrave pour le rôle de Claire Wyman dans Lettres à Juliette (Letters to Juliet)
  - Jacki Weaver pour le rôle de Janine « Smurf » Cody dans Animal Kingdom

#### Meilleur(e) jeune acteur ou actrice
- Chloë Moretz pour Laisse-moi entrer (Let Me In)
  - Logan Lerman pour Percy Jackson : Le Voleur de foudre (Percy Jackson : The Lighting Tief)
  - Frankie et George McLaren pour Au-delà
  - Kodi Smit-McPhee pour Laisse-moi entrer (Let Me In)
  - Will Poulter pour Le Monde de Narnia : L'Odyssée du Passeur d'Aurore (The Chronicles of Narnia: The Voyage of the Dawn Treader)
  - Hailee Steinfeld pour True Grit
  - Charlie Tahan pour Le Secret de Charlie Saint-Cloud (Charlie St. Cloud)

#### Meilleur scénario
- Inception - Christopher Nolan
  - Toy Story 3 - Michael Arndt
  - Never Let Me Go - Alex Garland
  - Black Swan - Mark Heyman, Andres Heinz et John McLaughlin
  - Au-delà (Hereafter) - Peter Morgan
  - Laisse-moi entrer (Let Me In) - Matt Reeves

#### Meilleure musique
- Inception – Hans Zimmer
  - Au-delà – Clint Eastwood
  - Dragons – John Powell
  - Laisse-moi entrer – Michael Giacchino
  - Metropolis (version restaurée) – Gottfried Huppertz
  - Tron : L'Héritage (Tron: Legacy) – Daft Punk

#### Meilleurs costumes
- Alice au pays des merveilles (Alice in Wonderland) - Colleen Atwood
  - Wolfman (The Wolfman) - Milena Canonero
  - Le Monde de Narnia : L'Odyssée du Passeur d'Aurore (The Chronicles of Narnia: The Voyage of the Dawn Treader) - Isis Mussenden
  - Harry Potter et les Reliques de la Mort - 1re partie (Harry Potter and the Deathly Hallows - Part 1) - Jany Temime
  - Tron : L'Héritage (Tron: Legacy) - Michael Wilkinson
  - Tron : L'Héritage (Tron: Legacy) - Christine Bieselin Clark (Co-costumière)
  - Robin des Bois (Robin Hood) - Janty Yates

#### Meilleurs décors
- Tron : L'Héritage (Tron: Legacy) - Darren Gilford
  - Shutter Island - Dante Ferretti
  - Alice au pays des merveilles (Alice in Wonderland) - Robert Stromberg
  - Dragons (How To Train Your Dragon) - Kathy Altieri
  - Inception - Guy Hendrix Dyas
  - Wolfman (The Wolfman) - Rick Heinrichs

#### Meilleur maquillage
- Wolfman (The Wolfman)
  - Splice
  - Repo Men
  - Laisse-moi entrer
  - Harry Potter et les Reliques de la Mort - 1re partie (Harry Potter and the Deathly Hallows - Part 1)
  - Alice au pays des merveilles (Alice in Wonderland)

#### Meilleurs effets spéciaux
- Inception
  - Alice au pays des merveilles (Alice in Wonderland)
  - Harry Potter et les Reliques de la Mort - 1re partie (Harry Potter and the Deathly Hallows - Part 1)
  - Iron Man 2
  - Le Monde de Narnia : L'Odyssée du Passeur d'Aurore (The Chronicles of Narnia: The Voyage of the Dawn Treader) – Angus Bickerton et Barrie Hemsley
  - Tron : L'Héritage (Tron: Legacy) – Eric Barba, Karl Denham, Nikos Kalaitzidis et Steve Preeg

### Télévision
Note : le symbole « ♕ » rappelle le gagnant de l'année précédente (si nomination).

#### Meilleure série diffusée sur les réseaux nationaux
- Fringe
  - Lost : Les Disparus (Lost) ♕
  - Smallville
  - V
  - Supernatural
  - Vampire Diaries (The Vampire Diaries)

#### Meilleure série diffusée sur le câble ou en syndication
- Breaking Bad ♕
  - Dexter
  - The Closer : L.A. enquêtes prioritaires (The Closer)
  - Eureka
  - Leverage
  - Spartacus : Le Sang des gladiateurs (Spartacus : Blood and Sand)
  - True Blood

#### Meilleur téléfilm, mini-série ou programme spécial
- The Walking Dead
  - Le Fantôme des Noëls passés (épisode spécial de Doctor Who)
  - Kung Fu Panda : Bonnes fêtes (Kung Fu Panda Holiday Special)
  - Les Piliers de la terre (The Pillars of the Earth)
  - Sherlock
  - Spartacus : Les Dieux de l'arène (Spartacus: Gods of the Arena)

#### Meilleur acteur
- Stephen Moyer pour le rôle de Bill Compton dans True Blood
  - Bryan Cranston pour le rôle de Walter White dans Breaking Bad
  - Michael C. Hall pour le rôle de Dexter Morgan dans Dexter
  - Matthew Fox pour le rôle de Jack Shephard dans Lost : Les Disparus (Lost)
  - Timothy Hutton pour le rôle de Nathan Ford dans Leverage
  - Andrew Lincoln pour le rôle de Rick Grimes dans The Walking Dead

#### Meilleure actrice
- Anna Torv pour le rôle d'Olivia Dunham dans Fringe ♕
  - Kyra Sedgwick pour le rôle de Brenda Leigh Johnson dans The Closer : L.A. enquêtes prioritaires
  - Sarah Wayne Callies pour le rôle de Lori Grimes dans The Walking Dead
  - Erica Durance pour le rôle de Loïs Lane dans Smallville
  - Elizabeth Mitchell pour le rôle d'Erica Evans dans V
  - Anna Paquin pour le rôle de Sookie Stackhouse dans True Blood

#### Meilleur acteur dans un second rôle
- John Noble pour le rôle de Walter Bishop dans Fringe
  - Michael Emerson pour le rôle de Benjamin Linus dans Lost : Les Disparus (Lost)
  - Terry O'Quinn pour le rôle de John Locke dans Lost : Les Disparus (Lost)
  - Dean Norris pour le rôle de Hank Schrader dans Breaking Bad
  - Aaron Paul pour le rôle de Jesse Pinkman dans Breaking Bad ♕
  - Lance Reddick pour le rôle de Phillip Broyles dans Fringe
  - Steven Yeun pour le rôle de Glenn dans The Walking Dead

#### Meilleure actrice dans un second rôle
- Lucy Lawless pour le rôle de Lucretia dans Spartacus : Le Sang des gladiateurs
  - Laurie Holden pour le rôle d'Andrea dans The Walking Dead
  - Jennifer Carpenter pour le rôle de Debra Morgan dans Dexter
  - Morena Baccarin pour le rôle d'Anna dans V
  - Gina Bellman pour le rôle de Sophie Devereaux dans Leverage
  - Beth Riesgraf pour le rôle de Parker dans Leverage

#### Meilleureguest-stardans une série télévisée
- Joe Manganiello pour le rôle d'Alcide Herveaux dans True Blood et Richard Dreyfuss pour le rôle de Warren Schiff dans Weeds
  - Noah Emmerich pour le rôle du Dr Jenner dans The Walking Dead
  - Giancarlo Esposito pour le rôle de Gustavo "Gus" Fring dans Breaking Bad
  - John Terry pour le rôle du Dr Christian Shephard dans Lost : Les Disparus (Lost)
  - Seth Gabel pour le rôle de Lincoln Lee dans Fringe

### DVD

#### Meilleure édition DVD
- Never Sleep Again: The Elm Street Legacy
  - La Disparition d'Alice Creed (The Disappearance of Alice Creed)
  - Banlieue 13 - Ultimatum
  - Instinct de survie (The New Daughter)
  - The Square

#### Meilleure édition spéciale DVD
- Avatar (édition collector version longue)
  - Monsters (édition spéciale)
  - Les Trois Royaumes (赤壁) (version internationale)
  - Robin des Bois (version director's cut)
  - Salt (édition deluxe version longue)
  - Wolfman (version director's cut)

#### Meilleure édition spéciale DVD d'un classique
- Metropolis (The Complete Metropolis) (version restaurée)
  - Cronos
  - L'Exorciste (The Exorcist) (version longue director's cut)
  - King Kong
  - Pandora (Pandora and the Flying Dutchman) (édition deluxe)
  - Psychose (Psycho) (édition 50e anniversaire)

#### Meilleure collection DVD
- Alien Anthology comprenant Alien : Le Huitième Passager (Alien), Aliens, le retour (Aliens), Alien³ et Alien, la résurrection (Alien: Resurrection)
  - Trilogie Retour vers le futur - Édition 25e anniversaire comprenant Retour vers le futur (Back to the Future), Retour vers le futur 2 (Back to the Future Part II) et Retour vers le futur 3 (Back to the Future Part III)
  - Clint Eastwood 35 films 35 years at Warner Bros. comprenant Quand les aigles attaquent (Where Eagles Dare), De l'or pour les braves (Kelly's Heroes), L'Inspecteur Harry (Dirty Harry), Magnum Force, L'inspecteur ne renonce jamais (The Enforcer), Josey Wales hors-la-loi (The Outlaw Josey Wales), L'Épreuve de force (The Gauntlet), Doux, dur et dingue (Every Which Way But Loose), Bronco Billy, Ça va cogner (Any Which Way You Can), Honkytonk Man, Firefox, l'arme absolue (Firefox), Le Retour de l'inspecteur Harry (Sudden Impact), Haut les flingues ! (City Heat), La Corde raide (Tightrope), Pale Rider, le cavalier solitaire (Pale Rider), Le Maître de guerre (Heartbreak Ridge), Bird, La Dernière Cible (The Dead Pool), Pink Cadillac, Chasseur blanc, cœur noir (White Hunter, Black Heart), La Relève (The Rookie), Impitoyable (Unforgiven), Un monde parfait (A Perfect World), Sur la route de Madison (The Bridges of Madison County), Les Pleins Pouvoirs (Absolute Power), Minuit dans le jardin du bien et du mal (Midnight in the Garden of Good and Evil), Jugé coupable (True Crime), Space Cowboys, Créance de sang (Blood Work), Mystic River, Million Dollar Baby, Lettres d'Iwo Jima (Letters from Iwo Jima), Gran Torino, The Eastwood Factor
  - Fantômas: Five Films Collection comprenant Fantômas, Juve contre Fantômas, Le Mort qui tue, Fantômas contre Fantômas et Le Faux Magistrat
  - Film Noir Classic Collection, Volume 5 comprenant Pris au piège (Cornered), Desperate, The Phenix City Story, Deadline at Dawn, Armored Car Robbery, Face au crime (Crime in the streets), Les Âmes nues (Dial 1119) et Du sang sur le tapis vert (Backfire)
  - Vengeance Trilogy comprenant Sympathy for Mister Vengeance (복수는 나의 것, Boksuneun naui geot), Old Boy (올드보이, Oldeuboi) et Lady Vengeance (친절한 금자씨, Chinjeolhan Geumja-ssi)

#### Meilleure édition DVD d'un programme télévisé
- La Quatrième Dimension (The Twilight Zone) (blu-ray saisons 1 et 2) ♕
  - L'Homme qui valait trois milliards (The Six Million Dollar Man) (coffret intégral)
  - Cosmos 1999 (Space: 1999) (blu-ray saison 1)
  - Thriller (coffret intégral)
  - Lost : Les Disparus (saison 6)
  - Voyage au fond des mers (Voyage to the Bottom of the Sea) (saison 4, volume 2)

### Prix spéciaux

#### The Dr. Donald A. Reed Award
- Dean Devlin

#### Visionary Award
- Kevin Feige

#### George Pal Memorial Award
- Frank Darabont

#### Life Career Award
- Bert I. Gordon et Michael Biehn